# روفريتا
روفريتا هي قرية تقع في أقصى شمال سان مارينو.